# 1932-es közép-európai kupa
Az 1932-es közép-európai kupa a Közép-európai kupa történetének hatodik kiírása volt. A sorozatban Ausztria, Csehszlovákia, Magyarország és Olaszország képviseltette magát 2-2 csapattal.A csapatok kupa rendszerben 2 mérkőzésen döntötték el a továbbjutást. Ha az összesítésben ugyanannyi gólt szereztek a csapatok a párharcokban, akkor egy újabb összecsapáson dőlt el a továbbjutó kiléte.
A kupát a Bologna FC 1909 nyerte el, története során első alkalommal.

## Negyeddöntő
| 1. csapat       | Össz. | 2. csapat                | 1. mérk. | 2. mérk. |
| --------------- | ----- | ------------------------ | -------- | -------- |
| SK Slavia Praha | 3–1   | FC Admira Wacker Mödling | 3–0      | 0–1      |
| Bologna FC 1909 | 5–3   | AC Sparta Praha          | 5–0      | 0–3      |
| Juventus FC     | 7–3   | Ferencvárosi TC          | 4–0      | 3–3      |
| First Vienna FC | 6-4   | Újpest FC                | 5–3      | 1–1      |

## Elődöntő
| 1. csapat       | Össz. | 2. csapat       | 1. mérk. | 2. mérk. |
| --------------- | ----- | --------------- | -------- | -------- |
| Bologna FC 1909 | 2–1   | First Vienna FC | 2–0      | 0–1      |
| SK Slavia Praha | 4–2   | Juventus FC     | 4–0      | 0-21     |

- 1 A mérkőzés 2-0-s Juventus vezetésnél szurkolói rendbontás miatt megszakadt, a KK bizottsága mindkét csapatot kizárta a további küzdelmekből.

## Döntő
A döntőt, és ezzel a kupát lejátszott mérkőzés nélkül a Bologna csapata nyerte meg.